# Aristida mohrii
Aristida mohrii är en gräsart som beskrevs av George Valentine Nash. Aristida mohrii ingår i släktet Aristida och familjen gräs. Inga underarter finns listade i Catalogue of Life.